# Antonio Mediz Bolio
Antonio Mediz Bolio (Mérida, Yucatán; 13 de octubre de 1884-Ciudad de México, 15 de septiembre de 1957) fue un abogado, poeta, periodista, mayista, historiador y político mexicano. Uno de los más preclaros valores de la literatura de Yucatán y de México, reconocido por su obra poética, por sus novelas y también como dramaturgo. Fue hermano de otros dos connotados escritores yucatecos: Fernando y María, ambos maestros.

## Juventud
Terminó la carrera de leyes en el Instituto Literario de Yucatán, y se graduó como abogado en 1907, con la tesis El derecho de huelga. Muy joven inició sus actividades como periodista en La Revista de Mérida, dirigida por Carlos R. Menéndez, donde publicó sus primeros poemas. Luego colaboró en Pimienta y Mostaza y en El Salón Literario. Fue también colaborador del diario México Nuevo, dirigido por el periodista Juan Sánchez Azcona.

## Vida política
Fue secretario de gobierno en Yucatán en 1903. Colaboró en el gobierno de Salvador Alvarado como director de La Voz de la Revolución, periódico que surgió como resultado de la incautación de la Revista de Yucatán al periodista Carlos R. Menéndez, con quien sostuvo, sin embargo, una gran amistad después de esos acontecimientos. Sufrió persecución política por el hecho circunstancial de haber sido diputado -la primera ocasión- en el tiempo en que se suscitó el golpe de Estado de Victoriano Huerta en contra del presidente Francisco I. Madero. Como resultado, tuvo que abandonar el país, y se expatrió en La Habana, en donde trabajó en el Heraldo de Cuba, periódico desde el que combatió la usurpación huertista.
Ya de regreso en México, fue precandidato en 1933 al gobierno del Estado de Yucatán y resultó perdedor frente a César Alayola Barrera, quien gobernó Yucatán entre 1934 y 1935. Otra vez diputado federal en la XXXIII Legislatura del Congreso de la Unión de México y, más tarde, senador de la república en la XLII Legislatura. Se desempeñó asimismo en el servicio exterior, como primer secretario de la legación mexicana en España, en Suecia, en Argentina, en Colombia y como embajador en Costa Rica.
Políticamente se le conoció por sus posturas conservadoras y conciliatorias.

## Obra literaria
Pero fue en el campo de la literatura en el que alcanzó altas cimas, gloria y reconocimiento generalizado, tanto en su patria como en el extranjero. Escritor de talla excepcional. Inspirado poeta. Con amplia cultura y niveles de erudición en muchos ámbitos. Dominaba la lengua maya y tradujo a tal lengua y de ese idioma al español una buena cantidad de obras. Desempeñó asimismo la docencia en cuestiones mayas, particularmente en historia y literatura. Fue profesor de literatura maya en la Facultad de Filosofía y Letras de la Universidad Nacional Autónoma de México. Escribió poesía, teatro, historia, novela, ensayo, guiones cinematográficos, comedia, fábula, zarzuela y opereta. Un verdadero polígrafo.

### Seudónimos
Utilizó varios seudónimos a lo largo de su vida literaria, entre los cuales "Radamés", "Bergerac" y se le atribuye también haber usado el de Allan Moe Blein para escribir "Alvarado es el hombre" en 1917.

### Poesía
- Evocaciones (1903) Prólogo de Delio Moreno Cantón.
- La casa de Montejo (1913)
- En medio del camino (1919), que contiene el célebre poema Manelich.
- La Casa del Pueblo del Mayab (1928)
- Mater Admirabilis (1942)
- Las cuatro Colmayel. Las madres de las flores (1946)
- Siete poemas. Ilustrado por Fernando Castro Pacheco (1950)
- Mi tierra es mía, con dibujos de Fernando Castro Pacheco (1953)
- Caminante del Mayab, poema musicalizado por Guty Cárdenas.
- Yukalpetén, poema musicalizado por Guty Cárdenas.
- Campanitas de mi tierra, poema musicalizado por Guty Cárdenas.
- Manelic

### Prosa (novela y teatro)
- La tierra del faisán y del venado (1922), poesía en prosa. Tal vez su obra cumbre, prologada por Alfonso Reyes. La primera edición fue ilustrada por Diego Rivera.
- Alma bohemia, drama en tres actos (1905).
- La guerra (1905)
- Las dos noblezas (1906)
- Suerte perra (1907)
- Vientos de montaña (1908)
- El sueño de Iturbide (1910)
- La ola (1917)

### Zarzuela, opereta y poemas sinfónicos
- El marquesito enamorado (1917)
- La flecha del sol (1918)
- El acatamiento de don Quijote a doña Consuelo Mayendía, alta y vencedora princesa de la jácara y del donaire (1919)
- Soñando (1924)
- La fuerza de los débiles (1927)
- La tierra del faisán y del venado (1928)
- El asesino (1930)
- Cenizas que arden (1948)

### Ensayos
- El libro del Chilam Balam de Chumayel (traducción del libro maya. 1930)
- Introducción al estudio de la lengua maya (1943)
- Interinfluencia de la lengua maya y el español de Yucatán (1951)
- A la sombra de mi ceiba (1956)
- Historia de las revoluciones de Yucatán, desde la conquista hasta nuestros días (póstuma)

### Guiones para películas[3]
- Deseada
- El amor de los amores
- La noche de los mayas
- Judas
- Mi madrecita
- La selva de fuego

## Reconocimientos
- Fue miembro de número de la Academia Mexicana de la Lengua, ingresó el 23 de mayo de 1951 y ocupó la silla III.[4]
- Doctor honoris causa de la Universidad Autónoma de Yucatán, grado otorgado cuando esta institución era todavía la Universidad del Sureste.